# Hippe (Solingen)
Hippe ist eine Ortslage in der bergischen Großstadt Solingen. Nach dem Ort ist der Hippergrund am Ufer des Städtgesmühler Baches benannt, der den südlichen Teil des Gustav-Coppel-Parks bildet.

## Lage und Beschreibung
Der heute in der geschlossenen Bebauung aufgegangene Ort Hippe befindet sich südöstlich der Solinger Innenstadt innerhalb des Stadtbezirks Solingen-Mitte. Der Ortsname bezeichnete in früheren Zeiten den Bereich um die Straßenkreuzung Hippergrund, Meigener Straße und Dorper Straße; der heute mit Wohnhäusern durchgängig bebaut ist. Unmittelbar südlich quert die Bahnstrecke Solingen–Remscheid die Dorper Straße auf einer Eisenbahnbrücke. Östlich befinden sich das Gewerbegebiet Gleisdreieck sowie die zum Randwanderweg umgebaute Korkenziehertrasse.
Benachbarte Orte sind bzw. waren (von Nord nach West): Bock, Kannenhof, Kannenbrühl, Meigen, Meigenerbrühl, I. Feld, Werwolf und Solingen.

## Etymologie
Der Ortsname bedeutet vermutlich Ziege. Östlich des Ortes, im sogenannten Hippergrund, soll sich einst eine große Ziegenwiese befunden haben. Der nördlich gelegene Ort Bock wird als Standort einer Bockstation (Deckstation für Ziegenböcke) gedeutet.

## Geschichte
In dem Kartenwerk Topographia Ducatus Montani von Erich Philipp Ploennies, Blatt Amt Solingen, aus dem Jahre 1715 ist der Ort noch nicht verzeichnet. Er wurde in den Ortsregistern der Honschaft Dorp innerhalb des Amtes Solingen geführt. Die Topographische Aufnahme der Rheinlande von 1824 verzeichnet den Ort als Hippe, ebenso wie die Preußische Uraufnahme von 1844. In der Karte vom Kreise Solingen aus dem Jahr 1875 des Solinger Landmessers C. Larsch ist der Ort erneut als Hippe verzeichnet. Die Preußische Neuaufnahme von 1893 verzeichnet den Ort nur noch unbenannt. 
Hippe gehörte nach Gründung der Mairien und späteren Bürgermeistereien zur Bürgermeisterei Dorp, die im Jahre 1856 das Stadtrecht erhielt, und lag dort in der Flur X. Feld. Bei Hippe grenzte die Stadt Dorp in westlicher Richtung unmittelbar an die Stadt Solingen an. Die Bürgermeisterei beziehungsweise Stadt Dorp wurde nach Beschluss der Dorper Stadtverordneten zum 1. Januar 1889 mit der Stadt Solingen vereinigt. Damit wurde Hippe ein Ortsteil Solingens. 
Nach der Eingemeindung nach Solingen wurden die bislang nur durch verstreut liegende Ortslagen und Hofschaften besiedelten Gebiete im Osten sukzessive baulich erschlossen. Die durch Hippe führenden Straßen wurden ab der Wende zum 20. Jahrhundert durchgehend durch Wohnhäuser bebaut. In der Bebauung ging der Ort schließlich auf, dessen Name bereits um die Wende zum 20. Jahrhundert auf offiziellen Karten verschwunden war. Noch in den 1940er Jahren war die Ortsbezeichnung Hippe für diesen Bereich jedoch gebräuchlicher als die offiziellen Straßenbezeichnungen.
Auf der Suche nach einer Fläche zur Anlage eines Botanischen Gartens wurde die Stadt Solingen im Jahre 1919 im Hippergrund nahe dem Ort fündig. Dort entstand bis 1920 der erste große Botanische Garten der Stadt mit einer Ausdehnung von 7½ Morgen. Da die Fläche jedoch zu nass für die dort angesiedelten Pflanzen war, wurde der Park Ende der 1920er Jahre nach Norden hin erweitert. Von den Luftangriffen auf Solingen während des Zweiten Weltkriegs stark getroffen und in den ersten Nachkriegsjahren vernachlässigt, war der Park bis Anfang der 1950er Jahre verwahrlost. Die Arbeiten zur Wiederherstellung des Parks zogen sich bis in die Mitte der 1950er Jahre hin. Die Anlage führt seit 2010 den Namen Gustav-Coppel-Park und wird mit bürgerschaftlichem Engagement betrieben.:18–22